# Lake Park (Minnesota)
Lake Park – miasto w Stanach Zjednoczonych, w stanie Minnesota, w hrabstwie Becker.